# Franziskus-Schwestern
Die Gemeinschaft der Franziskus-Schwestern ist eine katholische Ordensgemeinschaft, die von Pater Georg Müßig (OFMCap) in Krefeld ins Leben gerufen wurde, in ihrer Blütezeit über zwanzig Zweigstellen besaß und heute nur noch das Krefelder Mutterhaus Mariä Heimsuchung mit derzeit fünf Schwestern  führt.
Zu unterscheiden sind sie von der in der Krankenpflege tätigen Kongregation der Franziskusschwestern mit Stammhaus in Kleve und den Franziskusschwestern von Vierzehnheiligen.

## Kirchenrechtliche Stellung
Die Gemeinschaft unterstand bis 1932 der geistlichen Oberleitung des Provinzials der Rheinisch-Westfälischen Kapuzinerprovinz, wurde dann als Tertiarenvereinigung innerhalb des „Weltlichen“ Zweiges des Dritten Ordens (Ordo Franciscanus Saecularis, OFS) dem Bischof des neu gegründeten Bistum Aachen unterstellt, der 1946 den bis dahin geführten Namen Caritasschwestern des Dritten Ordens des heiligen Franziskus in Franziskus-Schwestern der Haus- und Krankenpflege änderte. Nach der 1978 von Papst Paul VI. durchgeführten Reform des Dritten Ordens wechselten sie zu dessen „Reguliertem“ Zweig (Tertius Ordo Regularis, TOR), dem sie bis heute angehören.

## Ordens-Signet
Das Signet der Gemeinschaft ist eine Brosche, die auf rundem Hintergrund ein braunes Kreuz und darunter das Stemma der Franziskaner, d. h. die gekreuzten Arme Jesu (unbekleideter Arm) und des Hl. Franziskus (mit dem Habit bekleideter Arm) zeigt.

## Aktivitäten der Gemeinschaft
Die Franziskus-Schwestern leben in der Tradition der Franziskanerinnen nach den drei Geboten der Armut, des Gehorsams und der Ehelosigkeit. Ursprünglich in der Heim- und Familienpflege Mittelloser und Bedürftiger jeglicher Konfession engagiert, dann mit wachsender Mitgliederzahl auch in anderen Bereichen des Erziehungs- und Sozialwesens und der Krankenpflege aktiv, musste die Gemeinschaft diese Tätigkeiten in jüngerer Zeit aufgrund der Überalterung ihrer Mitglieder zunehmend aufgeben. Während sie in Bocholt die Tradition der Haus- und ambulanten Pflege noch weiterführt, widmet sie sich in Krefeld zwar weiterhin auch noch karitativen Aufgaben wie der Armenspeisung, legt den Schwerpunkt dort aber auf den Unterhalt einer Tagungs- und Begegnungsstätte im Mutterhaus.
1999 gründete die Gemeinschaft gemeinsam mit Vertretern des Ersten Ordens die TAU-Stiftung, eine franziskanische Initiative zur Erhaltung und Förderung christlicher Werte und Glaubensinhalte in Europa, die im Krefelder Mutterhaus residiert.

### Entwicklung
Die Gemeinschaft der Franziskanerschwestern bestand zum Zeitpunkt ihrer Gründung 1919 aus sechs hauptberuflichen Hauspflegeschwestern. Sie besaß in der Anfangsphase kein gemeinsames Wohnhaus, sondern benutzte für ihre Zusammenkünfte während des ersten Jahres zunächst einen Raum der Drittordensgemeinde im Krefelder Caritas-Haus und dann eine Mietwohnung in der Sternstraße 5, bis sie 1927 das Haus Jungfernweg 1 erwerben konnte. Nach der Zerstörung des Hauses durch einen Bombenangriff in der Nacht vom 21. auf den 22. Juni 1943 blieb die Krefelder Gemeinschaft zunächst ohne Konvent. 1945 erhielt sie von der Stadt Krefeld das Haus Steinstraße 147, das sie bis 1953 als Konvent nutzte und in dem sie auch ein Altenheim für fünfzehn Personen unterhielt. 1953 kehrte sie in das wiederaufgebaute Haus im Jungfernweg zurück, das ihr bis heute als Mutterhaus dient.
Die Gemeinschaft wuchs bis 1929 auf 36 Mitglieder an und gründete im Verlauf ihrer Geschichte zahlreiche Zweigstellen im Gebiet des Niederrheins:
- Krefeld-Traar 1924–1987
- Moers-Hochstraß 1925–1946
- Kamp-Lintfort 1925–1953
- Neukirchen-Vluyn 1926–1993
- Krefeld-Uerdingen 1926–1974
- Duisburg-Hochheide 1927–1968
- Tönisberg 1929–1982
- Kempen 1930–1960
- Rheydt 1934–1974
- Leuth 1936–1967
- Moers-Asberg 1938–1978
- Mönchengladbach-Rheindahlen 1942–1971
- Krefeld-Kapuziner 1943–1950
- Viersen-Bolsheim 1944–1974
- Krefeld-Bockum 1945–1947
- Titz-Müntz 1946–1995
- Krefeld-Hüls 1950–1957

Hinzu kamen 1925 Zweigstellen in Kleve und Karlsruhe, die ab 1947 selbständig weiterbestanden.
Nach dem Vorbild der Krefelder Gründung wurden außerdem zahlreiche eigenständige Gemeinschaften in anderen Städten gegründet, von denen sich die in Aachen (1919–1988), Bocholt (1921–1988), Sterkrade (1925–1988) und Werne (1926–1970) im Jahr 1947 dem Krefelder Mutterhaus anschlossen.
Auch die vormalige Niederlassung in Bocholt wurde 1922 zunächst als eigenständige Gemeinschaft gegründet, besaß zeitweise eigene Zweigstellen u. a. in Rheine, Duisburg, Nordhorn, Borken, Dülmen und Lüdinghausen und schloss sich 1947 dem Krefelder Mutterhaus an.